# Ташджи, Седат
Седат Ташджи (тур. Sedat Taşcı; род. 8 июля 1985) — турецкий боксёр, представитель лёгкой, полулёгкой и полусредней весовых категорий. Выступал за сборную Турции по боксу в первой половине 2000-х годов, победитель и призёр турниров международного значения, участник летних Олимпийских игр в Афинах. В период 2007—2015 годов боксировал также на профессиональном уровне, но без особого успеха.

## Биография
Седат Ташджи родился 8 июля 1985 года. Проходил подготовку в боксёрском клубе «Фенербахче» в Стамбуле.

### Любительская карьера
Первого серьёзного успеха на международной арене добился в сезоне 2001 года, когда вошёл в состав турецкой национальной сборной и побывал на чемпионате Европы среди кадетов в Ливерпуле, откуда привёз награду серебряного достоинства, выигранную в полулёгкой весовой категории — в решающем финальном поединке был остановлен россиянином Заурбеком Байсангуровым. Позже выступил на чемпионате мира среди кадетов в Баку, где тоже стал серебряным призёром — на сей раз в финале уступил азербайджанцу Аслану Байрамову.
В 2002 году на кадетском мировом первенстве в Кечкемете победил всех соперников по турнирной сетке, в частности в финале взял верх над узбеком Эльшодом Расуловым. Кроме того, выиграл серебряную медаль на международном турнире «Странджа» в Пловдиве и выступил на чемпионате Европы в Перми, где уже на предварительном этапе был побеждён представителем Грузии Константином Купатадзе.
На европейском юниорском первенстве 2003 года в Варшаве получил бронзу в лёгком весе. Выиграл бронзовую медаль на домашнем международном турнире «Ахмет Джёмерт» в Стамбуле, взял серебро на юниорском международном турнире в Венгрии.
В 2004 году был лучшим на чемпионате Турции в лёгком весе, добавил в послужной список серебряные награды, полученные на Кубке Акрополиса в Афинах и на международном турнире в Гётеборге. Боксировал на чемпионате Европы в Пуле, уступив в 1/8 финала представителю Германии Виталию Тайберту. Благодаря череде удачных выступлений удостоился права защищать честь страны на летних Олимпийских играх в Афинах, однако уже в стартовом поединке категории до 57 кг со счётом 28:37 потерпел поражение от корейца Чо Сок Хвана и сразу же выбыл из борьбы за медали.
После афинской Олимпиады Ташджи ещё в течение некоторого времени оставался в составе боксёрской команды Турции и продолжал принимать участие в крупнейших международных соревнованиях. Так, в 2005 году он отметился выступлением на чемпионате Европейского Союза в Кальяри, где на стадии четвертьфиналов проиграл хорватскому боксёру Филипу Паличу.

### Профессиональная карьера
Покинув расположение турецкой сборной, Седат Ташджи переехал на постоянное жительство в Австралию и в ноябре 2007 года дебютировал на профессиональном уровне.
В 2009 году завоевал титул чемпиона штата Новый Южный Уэльс в лёгкой весовой категории. Претендовал на вакантный титул чемпиона Австралии в лёгком весе, но проиграл техническим решением другому претенденту Джейсону Кроу (5-2-1), потерпев тем самым первое поражение в профессиональной карьере.
Выиграв несколько рейтинговых поединков, в 2015 году удостоился права оспорить титул чемпиона Океании в полусредней весовой категории по версии Всемирной боксёрской ассоциации (WBA), который на тот момент принадлежал непобеждённому австралийцу Камерону Хаммонду (12-0). В итоге Хаммонд выиграл техническим нокаутом в пятом раунде и защитил свой чемпионский пояс, а Ташджи на этом завершил спортивную карьеру. В общей сложности он провёл на профи-ринге 14 боёв, из них 8 выиграл (в том числе 3 досрочно), 2 проиграл, тогда как в четырёх случаях была зафиксирована ничья.
Впоследствии работал тренером по боксу в клубе Hybrid Impact Training Fitness and Combat в Австралии.